# Škoda 16Ev
Škoda 16Ev — низкопольный электропоезд производства завода Škoda Vagonka чешской компании Škoda Transportation. Он спроектирован для электрифицированных маршрутов латвийского перевозчика AS Pasažieru vilciens (PV), работающего под брендом Vivi. Поезд создан на базе ранее выпускавшихся серийно поездов 7Ev (из семейства RegioPanter).

## История создания и выпуска
После 2000 года в Латвии наблюдалась потребность в обновлении парка подвижного состава для пригородных перевозок. В 2012 году PV объявил результаты организованного ранее тендера, где говорилось о выборе в пользу испанского производителя Construcciones y Auxiliar de Ferrocarriles (CAF). Предполагалась поставка 34 трёхвагонных электропоездов Civity и семи дизель-поездов (также в трёхвагонной составности). Швейцарский производитель Stadler, также участвующий в тендере, подал апелляцию, в результате которой итоги тендера были отменены. Позже проводился уже второй тендер, победителем которого был выбран Stadler, однако в 2014 году корейская компания Hyundai Rotem успешно оспорила его итоги на поставку 25 электропоездов.
В декабре 2015 года в ходе третьего тендера определились четыре участника: испанская компании Talgo и (снова) CAF, польское дочернее предприятие швейцарской Stadler (Stadler Poland) и чешское предприятие Škoda Vagonka, входящее в состав компании Škoda Transportation. 21 ноября 2018 года были объявлены результаты конкурса по закупке электричек. Изначально предприятие PV собралось купить 32 новых электропоезда у испанской компании Тalgo за 225 миллионов евро (в эту сумму должны были входить также оборудование, необходимое для технического обслуживания, запчасти и обучение персонала). Однако в январе 2019 года Бюро по надзору за закупками запретило PV заключить договор с Talgo.
Латвийской стороне было предписано в течение 20 рабочих дней устранить недочеты, выявленные комиссией по рассмотрению заявок, повторно провести оценку поданных предложений и известить о принятых решениях бюро и всех претендентов. На этот раз были учтены пожелания Бюро по надзору за закупками, указавшего, что следует проводить оценку, основываясь на другой цене электроэнергии. Председатель правления PV Роджер Янис Григулис пояснил, что у Talgo ниже была цена на сами поезда, но самые низкие затраты на их обслуживание в течение 35 лет предложила Škoda Vagonka.
Последовавшие апелляции от Talgo Бюро по надзору за закупками отклонило.
30 июля 2019 года PV подписало договор с Škoda Vagonka на поставку 32 новых электропоездов до конца 2023 года.
Поезд создан на базе ранее выпускавшихся серийно поездов 7Ev (первой модели из семейства RegioPanter), которые первоначально были поставлены чешскому железнодорожному оператору České dráhy (ČD) и словенскому оператору Železničná spoločnost Slovensko (ŽSSK).
Данная версия является первым электропоездом семейства RegioPanter, предназначенным для работы на колее 1520 мм.
В 2020 году представлена окраска новых поездов, состоящая из трех цветов – тёмно-серого, антрацитово-серого и дорожно-жёлтого (traffic yellow). Этот оттенок жёлтого является наиболее заметным во всем цветовом спектре с высокой светоотражающей способностью, поэтому этот цвет уже с середины прошлого века используется в транспортной отрасли для обеспечения безопасности и видимости. Базовые (серые) цвета новых электропоездов будет служить как цветом функционально технического значения, так и фоном, помогающим жёлтым элементам выделяться. Антрацитовый серый и его вспомогательный цвет темно-серый будут долговечными цветовыми элементами, которые в то же время сделают поезда простыми в уходе. Авторы дизайна окраски поездов - творческая команда Dizaina studija Teika, которая приступила к разработке дизайна осенью 2019 года.

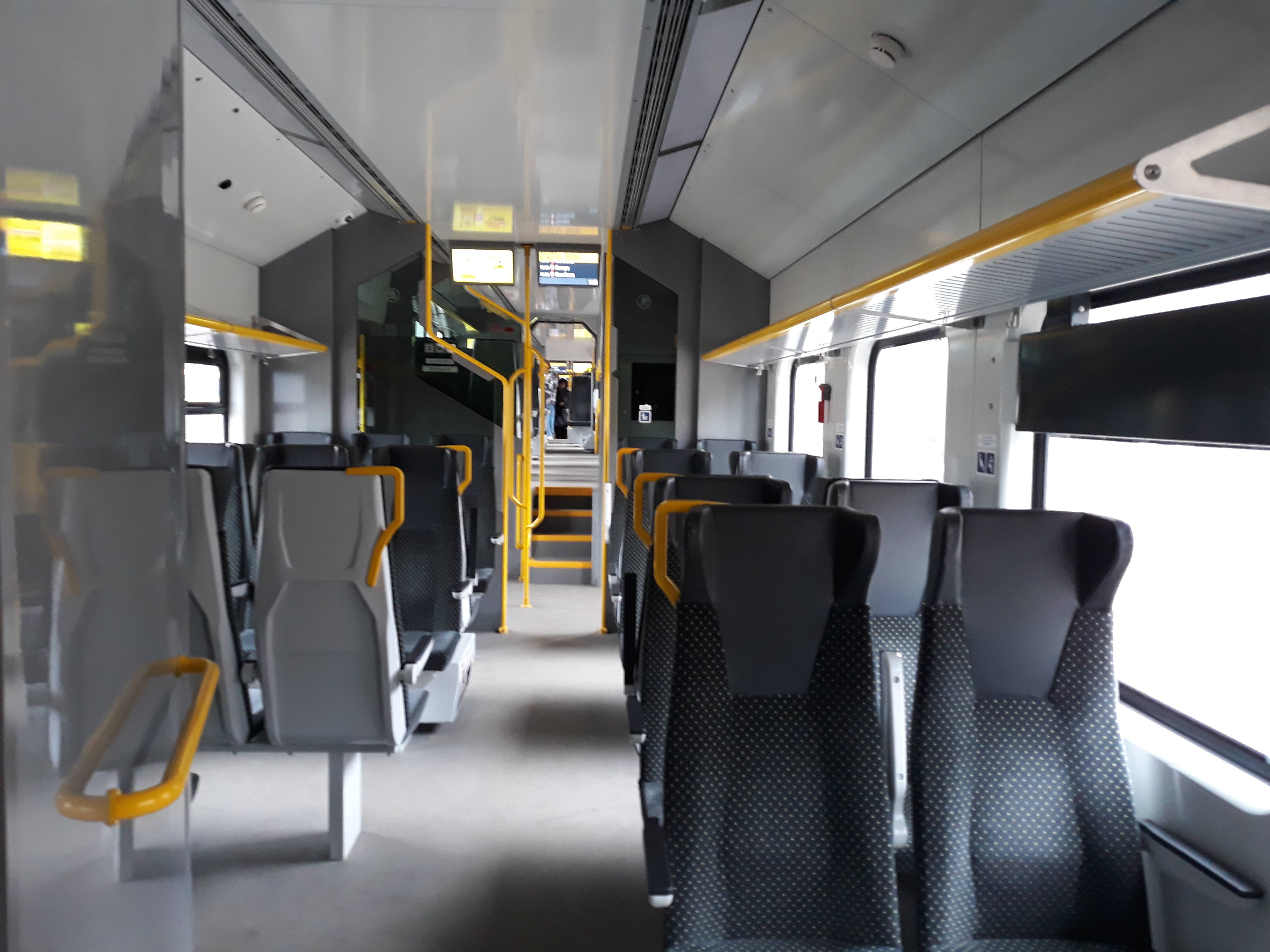
Пассажирский салон в вагоне поезда 16Ev-0010

Общая стоимость проекта составила 257,889 млн евро. В июне 2022 года из Чехии в Ригу через Польшу и Литву отправили первые вагоны.
В начале 2022 года первые готовые вагоны были представлены прессе на заводе Škoda Vagonka в Остраве.
7 сентября 2022 года первый состав электропоезда 16Ev был доступен для всеобщего обозрения на десятом пути (у второй платформы) Центрального вокзала Риги. В презентации приняли участие министр сообщения Талис Линкайтс , председатель правления Škoda Vagonka Мартиньш Беднарзс, председатель правления PV Роджерс Янис Григулис и член правления VAS Latvijas dzelzceļš Ринальдс Плявниекс.
Перед вводом поездов в эксплуатацию PV подвергся критике со стороны общественности за планы использовать в новых поездах блоки связи российского производства. 16 июня 2023 года перевозчик сообщил, что получил заключение учреждения по предотвращению инцидентов безопасности Cert.lv о том, что в поездах нет непреодолимых препятствий или рисков безопасности информационных и коммуникационных технологий, которые могли бы угрожать безопасной эксплуатации поездов, поэтому решено применить систему БЛОК российского производства.
В ноябре 2023 года завершился процесс сертификации электропоездов. Стало известно о возможном начале эксплуатации поездов в середине декабря. Поскольку доставить поезда в срок не удалось, PV наложило на производителя договорную неустойку .
29 ноября того же года, одновременно с поставкой первых новых электропоездов, PV объявило о смене бренда на Vivi.

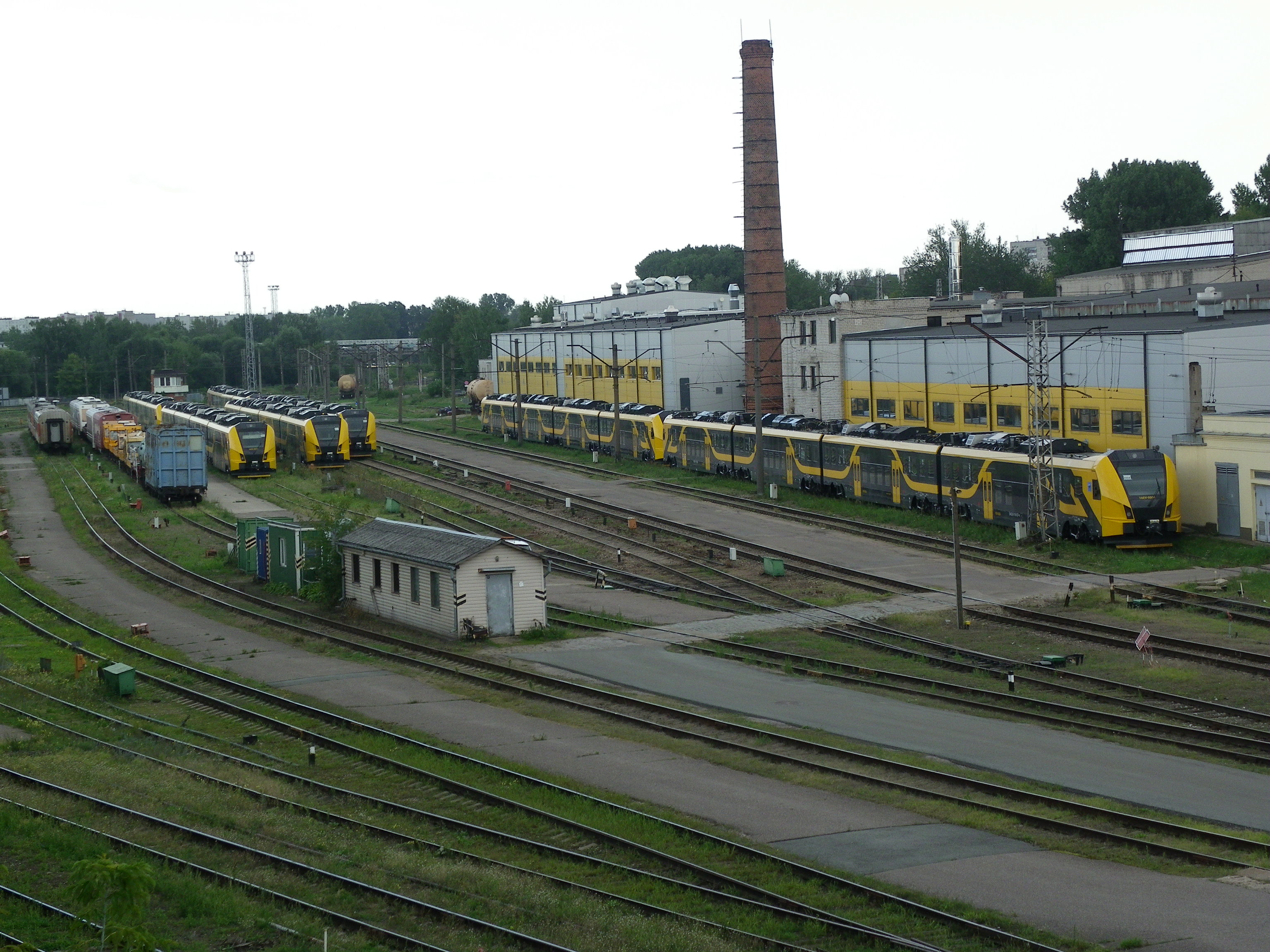
Поезда Škoda 16Ev в Риге

25 сентября 2024 года в новостях сообщили, что в Ригу доставлен последний экземпляр из заказанных 32 поездов. Все электропоезда модели 16Ev построены в четырёхвагонной составности (то есть всего построено и поставлено в Латвию 128 вагонов этих поездов) и получили четырёхзначные номера от 0001 до 0032.
Данные по выпуску приведены в таблице:
| Год  | Количество электропоездов | Номера электропоездов | Количество вагонов |
| ---- | ------------------------- | --------------------- | ------------------ |
| 2022 | 9                         | 0001—0009             | 36                 |
| 2023 | 14                        | 0010—0023             | 64                 |
| 2024 | 9                         | 0024—0032             | 36                 |

## Общие сведения

### Составность
Все составы Škoda 16Ev имеют по четыре вагона в композиции Мг+Мп+Пп+Мг, где:
Мг — моторный головной,
Мп — моторный промежуточный,
Пп — прицепной промежуточный.

### Технические характеристики
Основные параметры электропоезда:
- составность — 4 вагона;
- размеры:
  - длина — 109 000 мм;
  - ширина вагона — 3430 мм;
  - ширина колеи — 1520 мм;
- вместимость  — 890 человек:
  - мест для сидения — 436;
  - стоячих мест — 454;
- тяговые характеристики:
  - напряжение и род тока — 3 кВ постоянного тока;
  - максимальная служебная скорость — 160 км/ч.

До завершения модернизации инфраструктуры железной дороги максимальная служебная скорость ограничена значением 120 км/ч.
При проектировании учтена возможность установки дополнительного оборудования для преобразования электропоезда в двухсистемный, то есть с возможностью работы на линиях переменного тока (при напряжении 25 кВ частотой 50 Гц).

## Эксплуатация

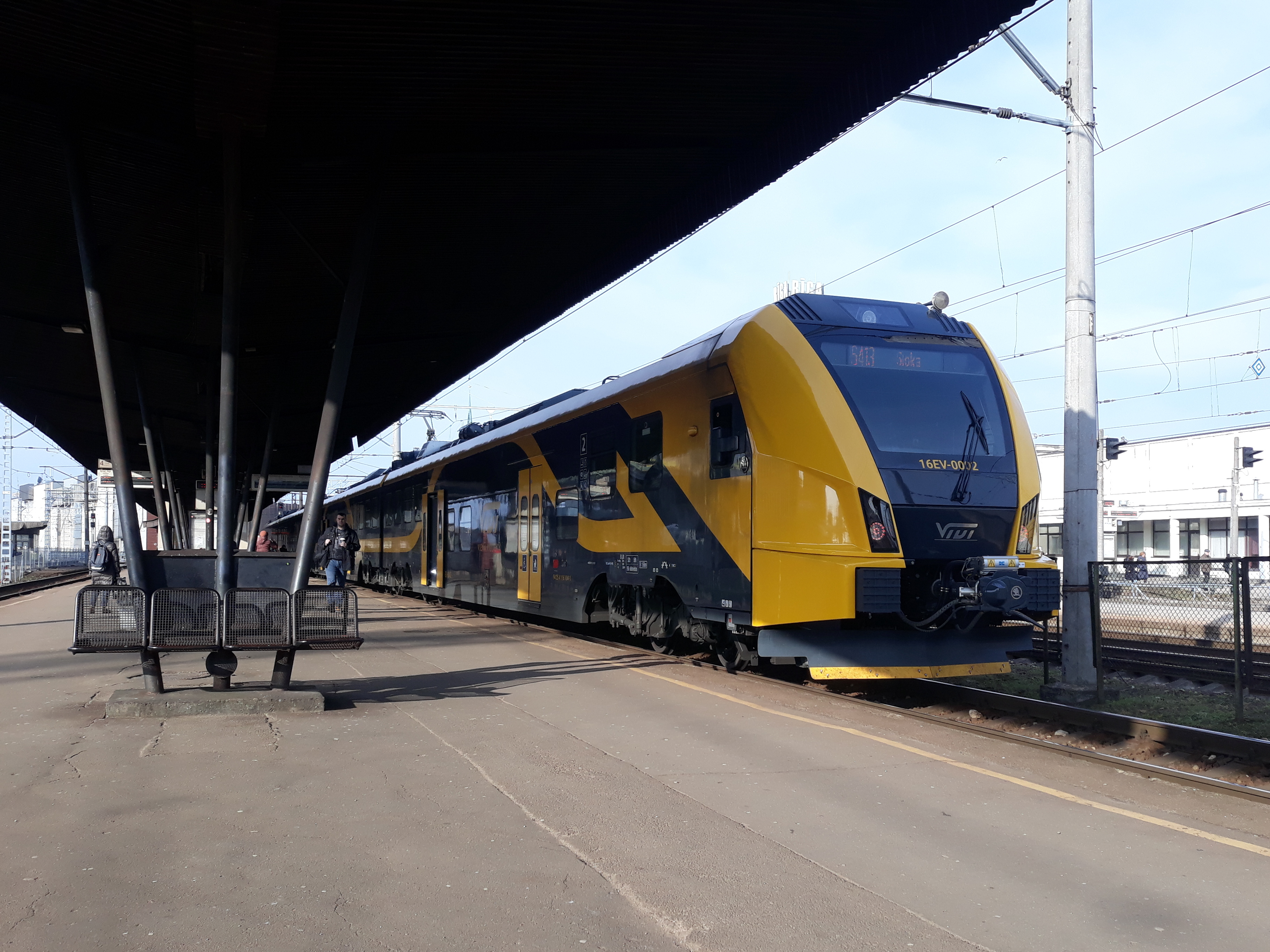
Škoda 16Ev-0002 в работе на станции Рига-Пассажирская

Первые перевозки новыми электропоездами начались 15 декабря 2023 года, когда были введены в эксплуатацию первые три состава.
По прошествии около двух дней после ввода электропоездов в эксплуатацию один из них вышел из строя. В следующие три недели у полученных составов выявили 26 дефектов категории A, с которыми эксплуатация подвижного состава запрещена. К концу января совет компании-перевозчика ушёл в отставку; его председатель Сандис Штейнс заявил, что ответственность за случившееся выходит за пределы полномочий совета, а также указал на плохое состояние инфраструктуры, находящейся в ведении железных дорог страны (Latvijas dzelzceļš). Министр транспорта Латвии Каспарс Бришкенс потребовал от производителя устранить неполадки для 95 % от всего количества поездов в двухмесячный срок. Директор Латвийской ассоциации перевозчиков пассажиров Иво Ошениекс также согласился с заключением о состоянии инфраструктуры Latvijas dzelzceļš, указав, что в последнее время в её развитие не вкладывалось достаточных средств.

## Другие электропоезда семейства RegioPanter

### Škoda 21Ev
В начале 2021 года консорциум в составе чешских компаний Škoda Vagonka и Škoda Transportation выиграл тендер на поставку 16 электропоездов серии 21Ev для эстонского перевозчика Eesti Liinirongid (Elron). Все они должны быть поставлены заказчику до 2027 года. Из них 11 составов заказаны для маршрутов дальнего следования, остальные предназначены для пригородного движения.
В декабре 2022 года компания Škoda на своем заводе в Остраве приступила к изготовлению первого поезда для Эстонии. Постройка этого трёхвагонного состава завершилась в феврале 2024 года. В том же году начались его испытания оператором Elron совместно с компанией-изготовителем.
Электропоезда 21Ev являются двухсистемными, то есть их можно использовать как в зоне со старой контактной сетью, так и на новых планируемых электрифицированных участках. При необходимости их допускается сцеплять и с использующимися упомянутыми выше поездами Stadler. Вагоны поезда имеют низкий уровень пола. Электропоезда 21Ev имеют максимальную скорость поездов 160 км/ч и предназначены для работы в диапазоне температур от –40 до +35 °C. Вагоны имеют устройства кондиционирования воздуха, информационные системы, а также оснащены беспроводным доступом в Интернет и системой подсчёта пассажиров. Поезда рассчитаны на работу с европейской системой управления движением ETCS.

### Версия для Узбекистана
11 октября 2023 года оператор «Ўзбекистон темир йўллари» и компания Škoda Group  подписали контракт на поставку 30 электропоездов на сумму 320 млн евро. Производство и поставки планировалось начать в 2024 году.